# مرینالینی شارما
مرینالینی شارما (به انگلیسی: Mrinalini Sharma) (زاده ۲۷ سپتامبر ۱۹۷۷) بازیگر بالیوود و مدل هندی است.
از فیلم‌هایی که وی در آن نقش داشته است می‌توان به آوارگی و زوج شکن اشاره کرد.

## دوران ابتدایی زندگی و تحصیلات
شارما اهل دهلی نو بود.

## فیلم‌شناسی
| سال  | نام فیلم  | نقش           | نکات              | مرجع. |
| ---- | --------- | ------------- | ----------------- | ----- |
| ۲۰۰۵ | آدم‌ربایی  | ———           | حضور ویژه در آواز | [ ۲ ] |
| ۲۰۰۷ | آوارگی    | ریما          |                   | [ ۳ ] |
| ۲۰۱۰ | قایم موشک | جیوتیکا       |                   | [ ۴ ] |
| ۲۰۱۱ | ساوندترک  | شونالی        |                   | [ ۵ ] |
| ۲۰۱۲ | زوج شکن   | ایررا         |                   | [ ۶ ] |
| ۲۰۱۳ | ۳جی       | چایما/جاسمینی |                   | [ ۷ ] |
| ۲۰۱۸ | عاشقان    | رادیکا        |                   | [ ۸ ] |